# كريستين بيير
كريستين بيير (بالألمانية: Christine Beier) مواليد 12 ديسمبر 1983 في كوريتس، ألمانيا، هي لاعبة كرة يد ألمانية تلعب كظهير أيمن. مثلت منتخب ألمانيا لكرة اليد للسيدات.

## سجل المنافسة
شاركت في البطولات التالية:
- بطولة العالم لكرة اليد للسيدات 2013
- بطولة أوروبا لكرة اليد للسيدات 2012

## روابط خارجية
- كريستين بيير على موقع الاتحاد الأوروبي لكرة اليد (الإنجليزية)